# Raspberry Pi Pico
Pour l’article homonyme, voir Raspberry.

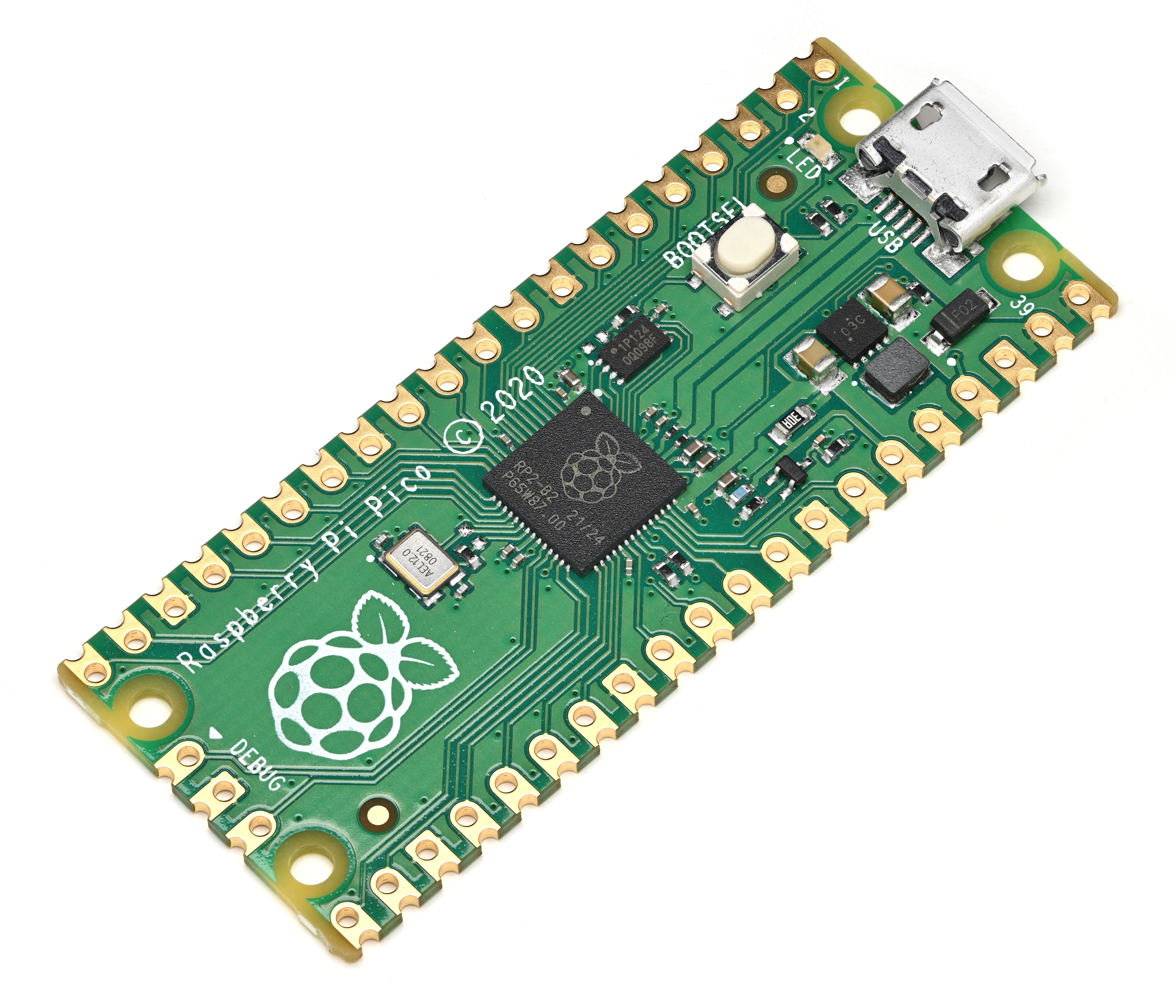
Raspberry Pi Pico

Le Raspberry Pi Pico est un microcontrôleur d'architecture ARM à carte unique conçu par la fondation Raspberry Pi. Annoncé en janvier 2021, le Pico est le premier microcontrôleur développé par la fondation, offrant aux utilisateurs un petit ordinateur bon marché et facile à utiliser pour la programmation et la création de projets électroniques.

## Vue d’ensemble
Annoncé le 21 janvier 2021, le RP2040 (en) est le premier microcontrôleur conçu par Raspberry Pi Ltd,.
Il est peu coûteux, étant introduit en vente aux USA à 4 US$ seulement. Le RP2040 lui-même coûte environ 1 US$ à produire.
Il est assez puissant pour exécuter TensorFlow Lite. Le RP2040 est cadencé à 133 MHz et le Pico comporte 264 Ko de SRAM et 2 Mo de mémoire flash.
Au moment de l’annonce, quatre autres fabricants (Adafruit, Pimoroni, Arduino, SparkFun) étaient à un stade avancé de la conception de leur produit, attendant la disponibilité généralisée des puces pour mettre en production.
Le site Hackaday définit les avantages du RP2040 comme étant son pilotage par la fondation Raspberry Pi, comme ayant un bon ensemble de fonctionnalités, et comme ayant un faible coût.
Selon la fiche technique, il y a plusieurs révisions de la puce (tant le firmware que les circuits silicium eux-mêmes) :
« La source complète de la ROM de démarrage RP2040 peut être trouvée à https://github.com/raspberrypi/pico-bootrom. Cela inclut à la fois la version 1, la version 2 et la version 3 de la bootROM, qui correspondent respectivement aux révisions du silicium B0 et B1 et B2 ».
Il existe alors 4 versions du microcontrôleur : le modèle de base, le modèle H qui embarque des connecteurs pré-soudés, le modèle W équipé d'une antenne sans-fil pour le Bluetooth et le Wi-Fi et le modèle WH, variante du modèle W avec également des connecteurs pré-soudés.
Le 8 août 2024, un nouveau modèle, le Raspberry Pi Pico 2 (également disponible avec des connecteurs pré-soudés). Il est équipé du RP2350. Il est plus puissant que la première génération avec un microcontrôleur à 150 MHz, 520 Ko de SRAM et 4 Mo de Flash. Il embraque également plus de sécurité avec la présence d'un amorçage sécurisé et l'intégration d'Arm TrustZone.

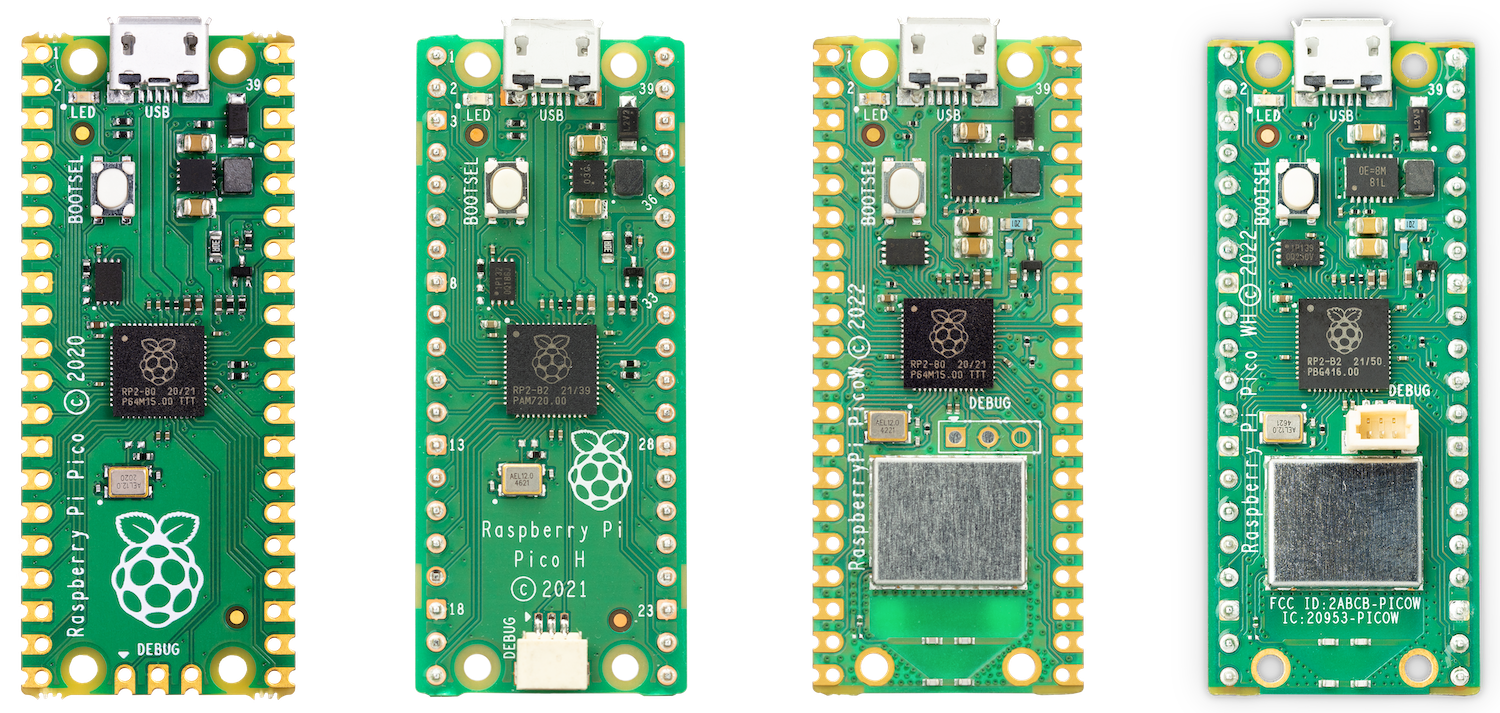
Différents modèles du Raspberry Pi Pico

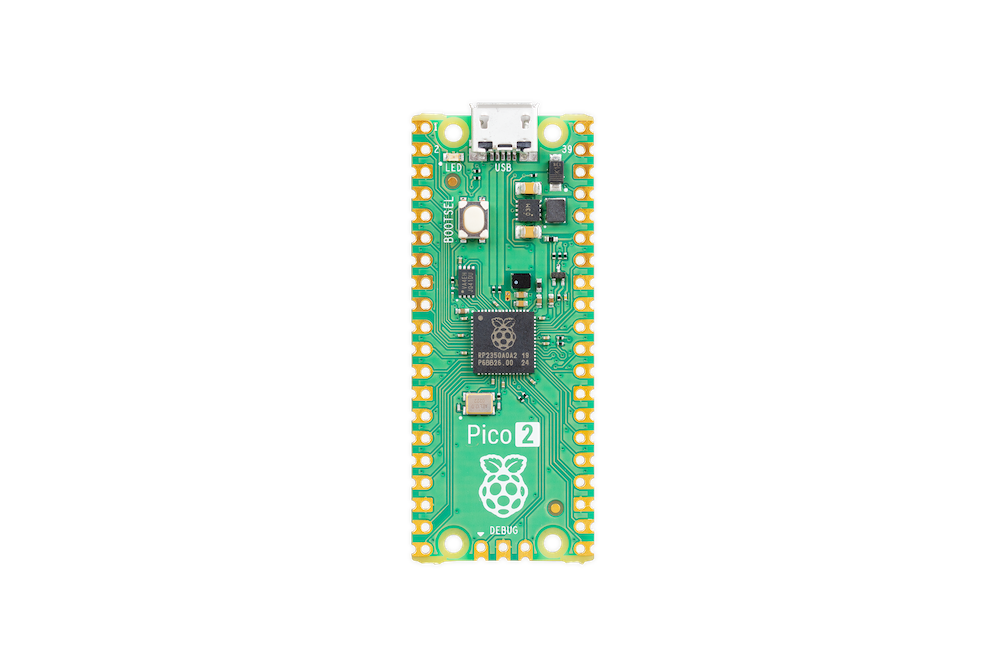
Raspberry Pi Pico 2

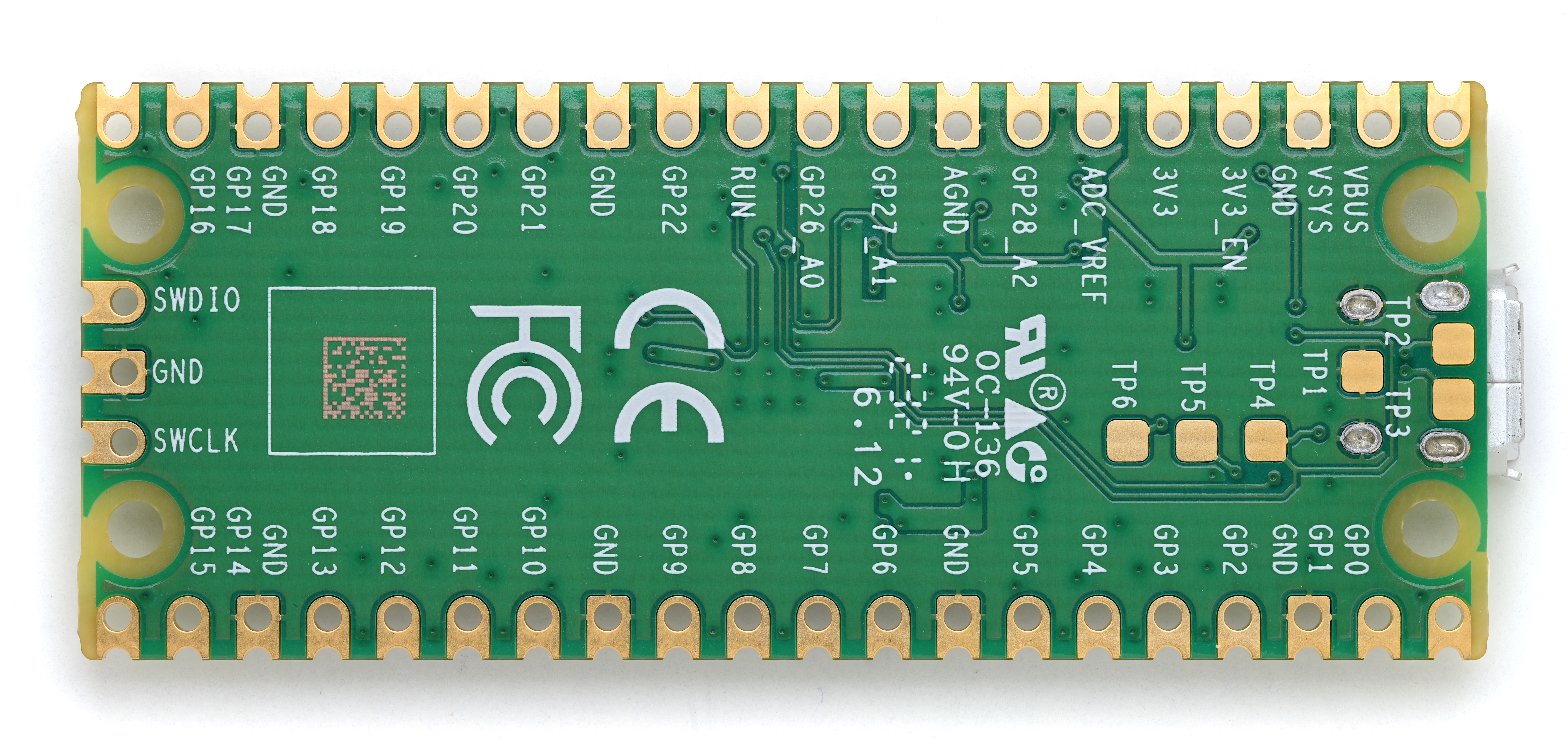
Vue du dessous d'un Raspberry Pi Pico

## Caractéristiques techniques
Le Raspberry Pi Pico est équipé d'un microcontrôleur RP2040 d'architecture ARM à double cœur de 133 MHz, offrant des performances élevées pour la taille de l'appareil. Le Pico dispose de 264 Ko de mémoire SRAM et de 2 Mo de mémoire flash, offrant suffisamment d'espace de stockage pour les programmes et les données. Il est équipé de 26 broches d'E/S numériques, dont 3 peuvent être utilisées comme entrées analogiques. De plus, il est équipé de deux broches d'horloge, deux broches d'alimentation et de nombreuses autres broches pour les communications série et les interfaces de bus.
Le microcontrôleur peut être programmé en Assembleur, langage C, C++, Free Pascal, Rust, Go, MicroPython et CircuitPython,. 

Les utilisateurs peuvent programmer le Pico en utilisant l'IDE Thonny ou en utilisant des outils tiers tels que Visual Studio Code.

## Applications
Comme tout microcontrôleur, le Pico regroupe un processeur de faible puissance, une zone de stockage pour les programmes, une mémoire de travail et des connexions entrées-sorties pour récupérer des données (comme celles de capteurs) et en émettre (comme des instructions de pilotages de périphériques).
Il n'est pas assez puissant pour faire fonctionner un PC, mais peut être utilisé pour une variété d'applications, allant de la robotique et de l'Internet des objets à l'automatisation industrielle et à la surveillance environnementale. Il est également couramment utilisé pour l'enseignement et la formation en informatique, en raison de sa facilité d'utilisation et de son faible coût.
Le Pico est compatible avec une variété de cartes d'extension et de shields, permettant aux utilisateurs d'ajouter des fonctionnalités supplémentaires, telles que des capteurs, des écrans, des LED et des moteurs. Les utilisateurs peuvent également connecter le Pico à d'autres ordinateurs et appareils via des interfaces telles que USB, I2C, SPI et UART.

## Conclusion
Le Raspberry Pi Pico est un microcontrôleur bon marché et polyvalent, idéal pour les projets électroniques et l'enseignement de l'informatique. Avec sa puissance de traitement élevée, sa mémoire généreuse et sa prise en charge de plusieurs langages de programmation, le Pico offre aux utilisateurs un grand potentiel de création de projets innovants.